# 樺太開発南名好炭鉱専用鉄道
樺太開発南名好炭鉱専用鉄道（からふとかいはつみなみなよしたんこうせんようてつどう）とは、かつて樺太本斗郡好仁村の南名好駅から同南名好炭山駅の間を結んでいた私鉄である。

## 路線

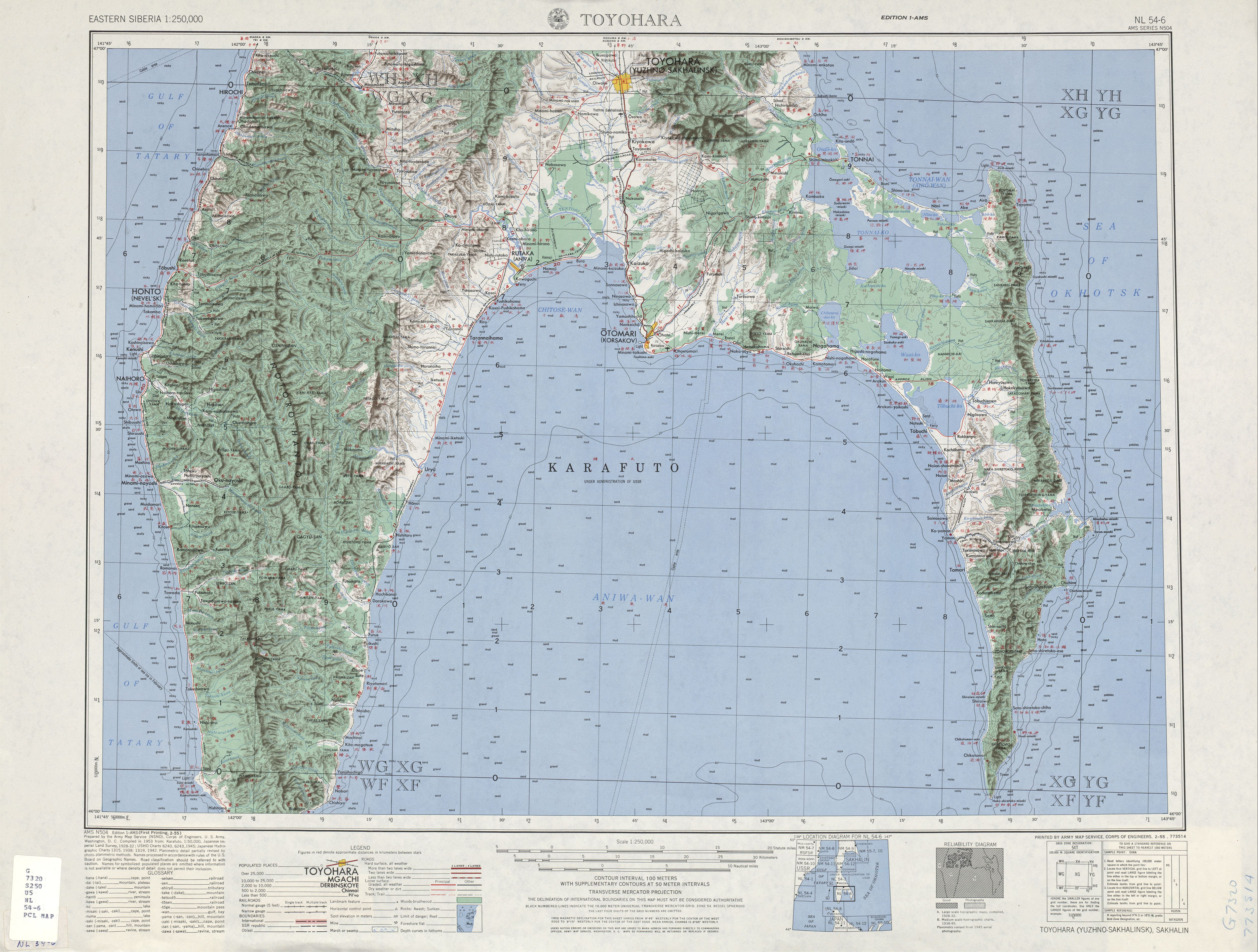
1947年時点の地図

- 路線距離：南名好駅 - 南名好炭山駅間：10km
- 軌間：762mm

## 沿革
- 1940年6月：南名好炭鉱開山により運行開始[1]。
- 1945年8月：ソ連軍が南樺太へ侵攻、占領し、駅も含め全線がソ連軍に接収される。
- 1950年代前半：ソ連国鉄によりゴルノザヴォーツク（旧：内幌） - シェブニノ（旧：南名好）間に軌間1067mmの路線が開通[2]。
- 1960年代：廃止。

## 駅一覧
| 駅名         | 営業キロ | 接続路線 | 所在地 | 所在地 | 所在地 |
| ------------ | -------- | -------- | ------ | ------ | ------ |
| 南名好駅     | 0        |          | 樺太   | 本斗郡 | 好仁村 |
| 南名好炭山駅 | 10       |          | 樺太   | 本斗郡 | 好仁村 |